# Waffle House
Waffle House (en español de España Casa de Gofres) es una cadena de restaurantes de comida rápida estadounidense. Se encuentran en el sur de los Estados Unidos, y en total hay en más de 1700 localidades en 25 estados. La sede de Waffle House está en el Condado de Gwinnett, en el área metropolitana de Atlanta, Georgia. Waffle House fue fundado por Joe Rogers Sr. y Tom Forkner, y todavía ellos tienen la propiedad de la compañía.
- Datos: Q1701206
- Multimedia: Waffle House / Q1701206